# Сент-Люсі-Вілледж (Флорида)
Сент-Люсі-Вілледж (англ. St. Lucie Village) — місто (англ. town) в США, в окрузі Сент-Люсі штату Флорида. Населення — 613 особи (2020).

## Географія
Сент-Люсі-Вілледж розташований за координатами 27°29′49″ пн. ш. 80°20′30″ зх. д. / 27.49694° пн. ш. 80.34167° зх. д. (27.496991, -80.341761).  За даними Бюро перепису населення США в 2010 році місто мало площу 2,26 км², уся площа — суходіл.

## Демографія
Згідно з переписом 2010 року, у місті мешкало 590 осіб у 260 домогосподарствах у складі 165 родин. Густота населення становила 261 особа/км².  Було 317 помешкань (140/км²).
Расовий склад населення:
| - 95,8 % — білих - 1,9 % — чорних або афроамериканців - 0,5 % — азіатів - 0,2 % — корінних американців |

До двох чи більше рас належало 1,7 %. Частка іспаномовних становила 4,6 % від усіх жителів.
За віковим діапазоном населення розподілялося таким чином: 16,1 % — особи молодші 18 років, 66,4 % — особи у віці 18—64 років, 17,5 % — особи у віці 65 років та старші. Медіана віку мешканця становила 50,2 року. На 100 осіб жіночої статі у місті припадало 98,7 чоловіків;  на 100 жінок у віці від 18 років та старших — 98,0 чоловіків також старших 18 років.
Середній дохід на одне домашнє господарство  становив 79 180 доларів США (медіана — 59 306), а середній дохід на одну сім'ю — 92 789 доларів (медіана — 74 583). Медіана доходів становила 52 321 долар для чоловіків та 37 917 доларів для жінок. За межею бідності перебувало 10,1 % осіб, у тому числі 0,0 % дітей у віці до 18 років та 3,8 % осіб у віці 65 років та старших.
Цивільне працевлаштоване населення становило 332 особи. Основні галузі зайнятості: освіта, охорона здоров'я та соціальна допомога — 15,7 %, роздрібна торгівля — 13,9 %, мистецтво, розваги та відпочинок — 13,0 %.